# Zorion angustifasciatum
Zorion angustifasciatum är en skalbaggsart som beskrevs av Schnitzler 2005. Zorion angustifasciatum ingår i släktet Zorion och familjen långhorningar. Inga underarter finns listade i Catalogue of Life.